# 莘畈乡
莘畈乡，中国浙江省金华市婺城区下辖的一个鄉，

## 辖区
该乡辖有：	祝村、立元村、里东坑村、外东坑村、吴村、大坞头村、井下村、和尚廖村、学岭头村、方家村、上范村、小坞头村、